# 양띵
양띵(본명: 양지영, 1990년 8월 21일~)은 대한민국의 유튜버이자 트위치 스트리머이다.

## 소개
본명은 양지영이며 아프리카TV에서 양띵(YD)이라는 닉네임으로 활동했었다. 본래 닉네임은 자신의 성인 '양'과 띨띨하다는 별명 때문에 '양띨띨' 이었으나 부르기 어려워서 '양띵'으로 바꿨다고 한다. 주로 마인크래프트의 게임 방송을 하며 고정멤버들과 함께 방송하고 있다. 2012년에는 아프리카 TV 방송대상 일반부문 대상을 수상하였으며 MCN 트레져헌터와 협찬을 맺어 양띵TV라는 앱을 서비스 중이다. 2016년 10월 23일 아프리카TV 갑질 사건 중 유튜브 동시송출 금지가 되어 트위치TV로 떠난다고 선언하였다. 현재 유튜브와 트위치TV로 방송 중이다. 2019년 4월 현재 유튜브 메인 채널인 양띵 유튜브는 178만 명의 구독자를 보유하고 있고, 한국 유튜브 채널 중 93위에 올라있다.

## 활동 영역
2014년 3월엔 MVP 베이스볼 온라인에서 아프리카TV의 BJ 악어와 대결을 펼치게 되었으며, 2014년에 유튜브 채널 '양띵의 사생활'에서 씨클라운와 함께 협업 활동을 펼쳤다.

## 논란과 비판

### 마인즈 사건
2013년 3월 1일, 양띵은 마인즈(Minez) 라는 해외의 마인크래프트 서버를 추천받고, 3·1절 기념 마인크래프트 방송이 끝난 후 뒤풀이 방송으로 마인즈 서버에 접속하였다. 이에 수백명의 방송을 보던 시청자들이 해당 서버의 주소를 알아내어 접속했고, 한국어 채팅과 'YD LOVE'라는 문구 도배를 하였다. 당시 양띵은 '한글채팅을 치거나 도배를 하지 말아달라' 고 하였다고 하지만, 채팅은 쉽게 진정이 되지 않았고, 곧이어 '지금 비매너 행위를 하는 플레이어는 (본인의)방송 참여를 못하게 제재를 할 것이다'라고 하였지만 역시 해결되지 않았다.
곧이어 해당 서버에서는 도배를 멈추기 위해 'YD'라는 단어를 쓴 사용자를 일시적 밴 하였고 'YD'가 누구냐라고 물었다. 거기에 양띵은 자신이 'YD'라 밝혀 일시적 밴을 당했다. 또 방송이 끝난 후에 마인즈 서버 관계자와 나눈 대화 내용을 비춰주었지만, 양띵으로 인해 스팀에서 밴, 차단 등 피해를 봤다는 내용의 인터넷 게시물들이 확산되었다.
또한 방송을 보기 불편했다는 시청자의 의견으로 사과문을 게시했고 사과문에는 피해를 본 내용에 대해 자신에게 메일을 보내면 피해를 보상해줄 것이 명시되어 있었다. 그러나 그 이후에도 이 사건으로 피해를 봤다는 내용의 게시물들이 인터넷에 끊임없이 게시되며 논란이 계속되었다. 하지만, 만약 실제로 외국인 서버 관리자에게 밴이나 차단 등을 당했을 경우, 보상을 하면서 그런 일이 없도록 예방하겠다고 밝혔다. 일부에선 마인즈 사건 이후에 올린 사과문이 매니저가 대신 올린 것이라고 주장했으나 매니저가 아닌 양띵 자신이 직접 쓰고 게시했다고 해명했다.
일부 네티즌들과 안티팬들은 이 사건을 '국제 망신' 이라 이름 지어 부르게 되었다. 양띵은 1년간 해당 글이 애청자 공개 글임을 인식하지 못하다가 그로 인해 논란이 일어나 해당글은 삭제하고 새롭게 방송국과 팬카페에 전체공개된 글로 해명을 했다. 하지만 1년 뒤, 방송국에 올라온 글은 비공개로 되었고 현재는 팬카페에 있는 전체공개글을 통해서만 사과문 및 해명글을 볼 수 있다.

### 민주화 발언 논란
양띵이 2012년도에 진행한 '마인크래프트 수중 도시 컨텐츠' 방송 도중에 민주화(民主化)의 의미가 아닌 일간베스트에서 주로 사용하는 용어인 '민주화'라는 말을 사용해 논란이 되었다. 이에 양띵은 카페와 생방송으로 자신은 일간베스트라는 사이트를 하지 않고, 단어가 그런 뜻으로 사용되고 있었다는 사실을 그 당시 제대로 이해하지 못하고 사용했다고 해명하였으며, 다시는 그러한 부정적인 의미로 사용하지 않을 것이라고 사죄하였다. 그 후 해당 단어를 일절 사용하지 않았다.

### 츠쿠다 다카야 비하
2014년 2월 9일, 양띵과 팬들은 아프리카TV에서 중계하는 츠쿠다 다카야와 윤형빈의 경기를 중계하던 중, 댓글에 츠쿠다 다카야를 비하하는 댓글을 올려 논란이 되고 있다. 이 사건 이후, 츠쿠다 다카야는 독도가 일본 영토라는 문제는 다시 검토되어야만 한다고 밝혔다. 방송이 끝나기 전, 해당 선수에게 사과하였다.

### 돈 스타브 불법 복제품 논란
일부에서는 양띵이 돈 스타브라는 비디오 게임을 방송에서 불법 복제품으로 플레이 하였으며, 이에 대해 아무런 죄책감도 느끼지 않고 당당하게 유튜브에 업로드까지 하였다고 주장하였다. 이에 양띵은 불법 복제품을 사용하지 않았으며, 정품으로 판매되기 이전에 스팀에서 1+1 행사 당시 베타 버전이 판매되어 구매하고 플레이 하였고, 베타 버전과 정식 버전이 약간 다르게 보여 오해가 생긴 것이라고 해명했다.

### 타 BJ와의 갈등 문제
양띵이 유명해지고 랭킹 1위를 하기 위해서 타 BJ를 이용하고 뒤통수를 쳤다는 내용에 대해서는 "이미 2012년 1월에 첫 랭킹 1위를 달성하였으며, 타 BJ와의 합동 방송도 이미 1위를 한 2012년 1월 경에 시작하고 있었고, 몇몇 BJ분들과 일이 있었지만 해결은 방송을 통해서가 아닌 개인적으로 하곤 했다"고 말하였다. 또한, 갈등이 있었던 해당 BJ가 자신의 방송국에 사과하는 글을 올리는 등 보시는 분들이 알 수 있도록 해결한 적도 있다고 해명했다. 이어 자신은 충분히 확인해서 마무리 된 일이라고 생각했지만 방송에서도 별도로 얘기를 꺼내지 않는게 낫다고 판단해 다른 말을 하지 않았던게 또 다른 오해가 쌓인 것 같다면서 자신의 잘못된 판단이었다며 죄송하다고 말하였다.

## 방송 출연
다음은 단순 출연 (예: 게스트)를 제외한 방송출연을 뜻한다.
| 연도 | 방송사   | 제목               | 역할        | 출처   |
| ---- | -------- | ------------------ | ----------- | ------ |
| 2015 | KBS      | 《예띠TV》         | MC          | [ 12 ] |
| 2017 | KBS      | 《ㅋㄷㅋㄷ코딩TV》 | 고정 진행자 | [ 13 ] |
| 2018 | 케이블TV | 애니띵TV           | MC          |        |

## 수상 경력
다음은 양띵의 수상 및 후보 목록이다.
| 연도 | 상 이름                | 부문               | 결과 | 출처   |
| ---- | ---------------------- | ------------------ | ---- | ------ |
| 2012 | 아프리카TV 방송대상    | 대상               | 수상 | [ 14 ] |
| 2013 | 아프리카TV 방송대상    | 게임 부문 최우수상 | 수상 | [ 15 ] |
| 2013 | 유튜브 뮤직 어워드     | 50인               | 선정 | [ 16 ] |
| 2014 | 아프리카TV BJ FESTIVAL | Star BJ 20         | 수상 | [ 17 ] |
| 2014 | YouTube 골드 재생 버튼 | -                  | 수상 | [ 18 ] |
| 2015 | 아프리카TV BJ대상      | 대표 BJ 50         | 수상 | [ 19 ] |

## 같이 보기
- 트레져헌터
- 마인크래프트
- 슈앤트리